# Arnac-la-Poste
Arnac-la-Poste (tiếng Occitan: Arnac) là một xã của tỉnh Haute-Vienne, thuộc vùng Nouvelle-Aquitaine, miền trung nước Pháp.